# Hasami
Hasami (japanska: 波佐見町?, Hasami-chō) är en landskommun (köping) i Nagasaki prefektur i Japan. Hasami är känt för porslinstillverkning.